# Jelena Genčić
Jelena Genčić (Belgrado, 9 de octubre de 1936 - ibídem, 1 de junio de 2013) fue una tenista, balonmanista y entrenadora serbia.

## Biografía
Fue una tenista y entrenadora serbia, su familia era de origen serbio. Después de retirarse de la práctica deportiva a mediados de 1970, comenzó una carrera como entrenadora de tenis. Tuvo mucho éxito en su carrera y entrenó a grandes campeones de la historia del tenis, como Mónica Seles, Goran Ivanišević y Novak Đoković. 
Se graduó en la especialidad de historia del arte en la Facultad de Filosofía de la Universidad de Belgrado y trabajó durante décadas como directora de televisión en el canal local del estado de Belgrado que se transformó en Radio Televisión de Serbia. Es reconocida por entrenar a Monica Seles y Goran Ivanišević. Su último descubrimiento fue el tenista Novak Đoković, al cual le enseñó a temprana edad los fundamentos esenciales del tenis.